# Trecén (mitología)
En la mitología griega, Trecén o Trezén (Τροιζήν) fue uno de los hijos de Pélope e Hipodamía, epónimo de la ciudad de Trecén.
Se dice que Trecén y su hermano Piteo llegaron desde Pisátide a la corte del rey Etio (hijo de Antas y nieto de Poseidón y Alcíone), que reinaba sobre las ciudades de Hiperea y Antea, donde se convirtieron en corregentes y, a la muerte del rey, sucesores. Cuando murió Trecén, Piteo unió las dos ciudades en una sola y la llamó Trecén en su honor.
Trecén fue padre de Anaflisto y Esfeto, que emigraron al Ática y dieron el nombre a dos tribus. También tuvo una hija llamada Evopis, que casó con Dimetes pero tuvo una aventura con uno de sus propios hermanos (se desconoce si se trata de uno de los hijos de Trecén mencionados anteriormente, o de otro distinto).
| Predecesor: Etio | Reyes de Trecén | Sucesor: Piteo |